# Eastwell, Leicestershire
Eastwell är en by i civil parish Eaton, i distriktet Melton, i grevskapet Leicestershire i England. Byn är belägen 10 km från Melton Mowbray. Eastwell var en civil parish fram till 1936 när blev den en del av Eaton. Civil parish hade 152 invånare år 1931. Byn nämndes i Domedagsboken (Domesday Book) år 1086, och kallades då Est(e)welle.